# Jack Stephens (Szenenbildner)
Jack Stephens ist ein britischer Artdirector und Szenenbildner, der einen Oscar für das beste Szenenbild gewann und ein weiteres Mal für diesen Oscar nominiert war.

## Leben
Stephens begann seine Laufbahn als Artdirector und Szenenbildner in der Filmwirtschaft 1949 bei dem Film Tolle Tage (Cardboard Cavalier) und wirkte bis 1986 an der szenischen Ausstattung von fast fünfzig Filmen mit.
Bei der Oscarverleihung 1981 gewann er zusammen mit Pierre Guffroy den Oscar für das beste Szenenbild in dem Filmdrama Tess (1979) von Roman Polański mit Nastassja Kinski, Peter Firth und Leigh Lawson in den Hauptrollen.
1987 war er mit Stuart Craig abermals für den Oscar in dieser Kategorie nominiert, und zwar für das Szenenbild in Mission (1986) von Roland Joffé mit Robert De Niro, Jeremy Irons und Ray McAnally.

## Filmografie (Auswahl)
- 1949: Tolle Tage (Cardboard Cavaliers)
- 1953: An der Straßenecke (Street Corner)
- 1953: The Clue of the Missing Ape
- 1955: As Long as They Are Happy
- 1958: Passionate Summer – ein Sommerflirt (Passionate Summer)
- 1968: Tschitti Tschitti Bäng Bäng
- 1975: Der Mann, der König sein wollte
- 1975: Der rosarote Panther kehrt zurück
- 1979: Tess
- 1980: Daddy dreht durch (There Goes the Bride)
- 1983: Der Fluch des rosaroten Panthers
- 1984: Lassiter
- 1986: Shanghai Surprise
- 1986: Mission

## Auszeichnungen
- 1981: Oscar für das beste Szenenbild